# Město Ember
Město Ember (anglicky The City of Ember) je postapokalyptický román od Jeanne DuPrau, který vyšel v roce 2003. Příběh je o městě Ember, podzemním městu, které se pomalu rozpadá, dochází v něm zásoby jídla a ztroskotá v něm celkový systém. Mladí hrdinové, Lina Mayfleet a její kamarád Doon Harrow zvládnou rozluštit starou zprávu a následují příkazy k opuštění města, které tam zanechali Stavitelé Emberu. Embeřané vyrůstali naprosto nedotčeni vnějším světem.
Město Ember je první kniha z edice Knihy Emberu. Edice obsahuje také knihy Vesnice Sparks, Věštkyně z Yonwoodu a Poklad v temnotách.
V roce 2008 byla do kin uvedena stejnojmenná filmová adaptace.

## Děj
Nejlepší světoví architekti a stavební inženýři, označování jako „Stavitelé“, navrhli naprosto soběstačné město – Ember. Město bylo vybaveno zásobami tak, aby obyvatelé přežili nejméně 200 let. Po vybudování Emberu dali Stavitelé prvnímu Starostovi města zamknutou schránku, která se měla dědit ze Starosty na Starostu, dokud se sama neotevřela. Starostové nevěděli, že schránka je nastavená tak, aby se otevřela po 200 letech a nevěděli, že se ve schránce nachází pokyny o tom, jak opustit město.
Po několik generací se schránka předávala od jednoho Starosty druhému až do sedmého starosty. Ten věřil, že schránka skrývá nějaký lék proti kašlové nemoci, která ohrožovala všechny obyvatele města. Vzal si ji domů a zkusil rozbít kladivem. Nepovedlo se mu to a než stačil schránku vrátit zpátky nebo o ní někomu říct, zemřel.
Příběh se přesouvá až do roku 241. Je zřejmé, že se město rozpadá. Jeho infrastruktura selhává a ohromný generátor, který zajišťuje světlo a energii pro město, čerpá z posledních sil. Kromě toho rychle docházejí zásoby potravin.
Na absolvenčním obřadu, kde si mladí lidé vybírají práce, si Lina Mayfleetová a Doon Harrow vytáhnou z vaku kousek papírku. Na Linině papírku je napsáno „Dělník v Potrubí“, zatímco na Doonově stojí „Posel“. Protože byli oba z volby nešťastní, papírky si vyměnili.
Doon doufá, že při jeho práci v Potrubí, zjistí jak zachránit Ember. Rychle ovšem přijde na to, že neví nic o Generátoru, natož o tom, jak pracuje. Lina je naopak ve své práci šťastná. Stanou se přáteli. Lina běhá po městě a v jeho okolí a doručuje zprávy.
Doma se Lina starala o svojí starou babičku a o maličkou sestru, Poppy. Jednoho dne si Lina všimla, jak její sestra okousává a trhá starý kus papíru, který našla ve staré schránce. Tato schránka ležela někde v rozbordeleném bytě. Lina papír Poppy sebrala a snažila se zjistit, co na něm bylo původně napsáno. Neúplný text se jí zdál velmi důležitý, proto se začala ptát lidí v okolí, jestli by jí nemohli pomoci s rozluštěním textu. Všichni ji ale neochotně odbyli, až na Doona, který jí pomohl text rozluštit. Jsou to instrukce, jak opustit rozpadající se město Ember.
Lina a Doon prozkoumávají tunely v Potrubí a snaží se najít východ. Potkají tam Loopera a vypátrají, že on a Starosta tam mají schované zásoby. Když zkusí na krádež někoho upozornit, Starosta přikáže, aby je zatkli. Lina vezme svojí sestřičku a společně s ní a Doonem se snaží utéct po podzemní řece, u které objeví lodě.
Když se loďka zastaví, trojice uvidí opravdový svět. Na konci cesty našli starý deník, který vysvětloval historii Emberu. Stavitelé se rozhodli ochránit 100 dospělých a 100 dětí, aby zajistili, že lidská rasa nevymře. Na povrchu objevili propast, ve které uviděli chvějící se světla města, odkud všichni tři pocházeli. Nikdy si neuvědomili, že by mohli žít pod zemí.
Doon a Lina vědí, že už se nemohou vrátit zpátky, ale chtějí, aby i ostatní Embeřané mohli na svobodu. Napíšou dopis, ve kterém vysvětlují, jak se dostat na povrch pomocí podzemní řeky. Hodí dopis dolů do propasti do Emberu, kde ho našla paní Murdová, sousedka Liny a její babičky.

## Filmová adaptace
- Město Ember, film USA 2008, režie Gil Kenan, v hlavních rolích: Lina = Saoirse Ronan, Doon = Harry Treadaway, Doonův otec = Tim Robbins a starosta = Bill Murray.[1]